# ادکان
ادکان روستایی از توابع بخش مرکزی شهرستان اسفراین در استان خراسان شمالی ایران است. ادکان یکی از باستانی‌ترین روستاهای منطقه است و مردمش از قوم تات هستند و هنوز به قدیمی‌ترین زبان منطقه یعنی تاتی سخن می‌گویند.

## آتار تاریخی
- آرامگاه قدیمی ادکان (آرامگاه شيخ ادکانی)
- تپه ادکان
- محوطه قلعه کهنه ادکان

## جمعیت
این روستا در دهستان زرق آباد قرار دارد و بر اساس سرشماری مرکز آمار ایران در سال ۱۳۸۵، جمعیت آن ۱۲۳ نفر (۳۹خانوار) بوده‌است.